# Зуструм
Зуструм (нім. Sustrum) — громада в Німеччині, розташована в землі Нижня Саксонія. Входить до складу району Емсланд. Складова частина об'єднання громад Латен.
Площа — 35,59 км2. Населення становить 1374 ос. (станом на 31 грудня 2021).